# نيكولاي كونستانتين
نيكولاي كونستانتين (بالرومانية: Nicolae Constantin) (9 ديسمبر 1973 في رومانيا - ) هو لاعب كرة قدم روماني في مركز الدفاع. لعب مع رابيد بوخارست ونادي أسترا جورجو ونادي بترولول بلويشتي ونادي براشوف وFC Rapid II București ‏ وCS Brazi ‏ وDigenis Akritas Morphou FC ‏.

## وصلات خارجية
- نيكولاي كونستانتين على موقع قاعدة بيانات كرة القدم.إي يو (الإنجليزية)
- نيكولاي كونستانتين على موقع Soccerway.com (الإنجليزية)